# Polynôme de Touchard
Une autre famille de polynômes appelés parfois polynômes de Touchard sont les polynômes de Bateman.
Ne doit pas être confondu avec Polynôme de Bell.

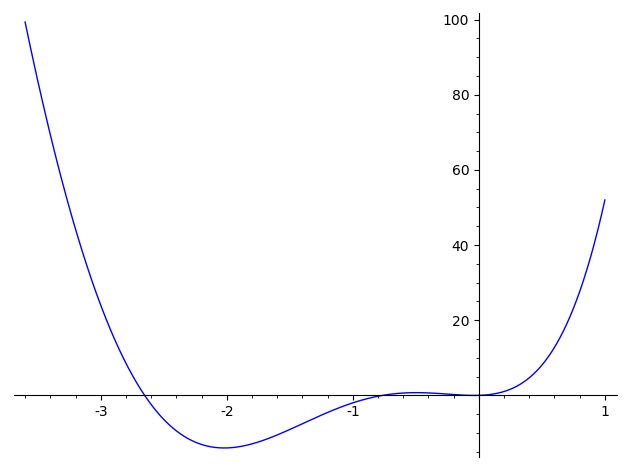
Cinquième polynôme de Touchard sur [–3, 1

Les polynômes de Touchard, étudié par Jacques Touchard, aussi appelés  polynômes exponentiels,, ou polynômes de Bell, constituent une suite de polynômes de type polynomial définie par
{\displaystyle T_{n}(x)=\sum _{k=0}^{n}S(n,k)x^{k}=\sum _{k=0}^{n}\left\{{n \atop k}\right\}x^{k}},
où {\displaystyle S(n,k)=\left\{{n \atop k}\right\}}est le nombre de Stirling de seconde espèce qui compte le nombre de partitions d'un ensemble de {\displaystyle n} éléments en {\displaystyle k} sous-ensembles non vides disjoints.

## Exemples
Les premiers polynômes de Touchard sont les suivants :
{\displaystyle {\begin{aligned}T_{0}(x)&=1,&T_{0}(1)&=1\;;\\T_{1}(x)&=x,&T_{1}(1)&=1\;;\\T_{2}(x)&=x^{2}+x,&T_{2}(1)&=2\;;\\T_{3}(x)&=x^{3}+3x^{2}+x,&T_{3}(1)&=5\;;\\T_{4}(x)&=x^{4}+6x^{3}+7x^{2}+x,&T_{4}(1)&=15\;;\\T_{5}(x)&=x^{5}+10x^{4}+25x^{3}+15x^{2}+x,&T_{5}(1)&=52.\end{aligned}}}

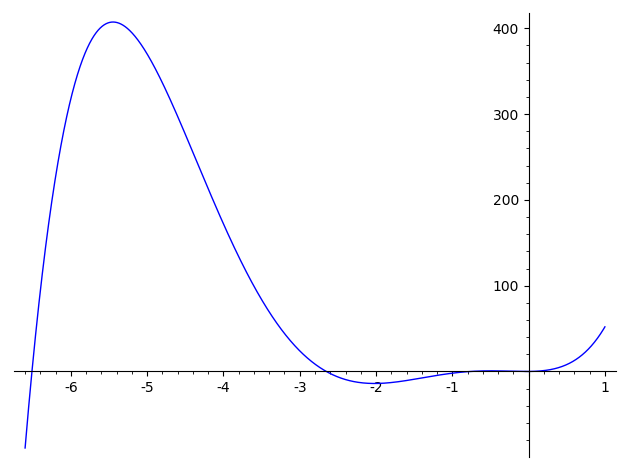
Graphe du polynôme {\displaystyle T_{5}} sur [–6.6, 1]
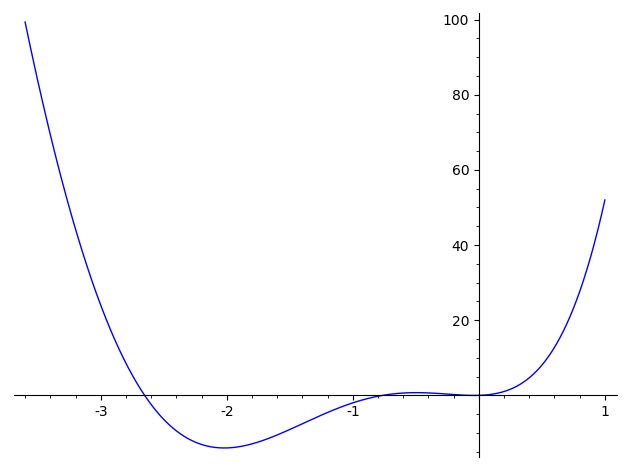
Graphe du polynôme {\displaystyle T_{5}} sur [–3, 1]
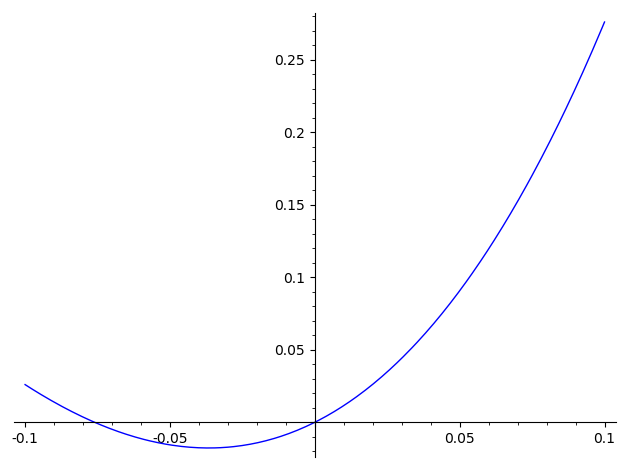
Graphe du polynôme {\displaystyle T_{5}} sur [–0.1, 0.1]

## Propriétés
- La valeur en 1 du {\displaystyle n}-ième polynôme de Touchard est le {\displaystyle n}-ième nombre de Bell, c'est-à-dire le nombre de partitions d'un ensemble de taille {\displaystyle n} :
{\displaystyle T_{n}(1)=B_{n}}.

- Les polynômes de Touchard peuvent être calculés comme sommes de séries :
{\displaystyle T_{n}(x)=\mathrm {e} ^{-x}\sum _{k=0}^{\infty }{\frac {x^{k}k^{n}}{k!}}}.
Cette relation permet d'interpréter {\displaystyle T_{n}(x)} pour {\displaystyle x} positif comme le {\displaystyle n}-ième moment {\displaystyle \mathbb {E} (X^{n})} d'une variable aléatoire discrète {\displaystyle X} suivant une loi de Poisson de paramètre {\displaystyle x}.
- La suite de polynômes est de type binomial et satisfait aux identités 
{\displaystyle T_{n}(x+y)=\sum _{k=0}^{n}{n \choose k}T_{k}(x)T_{n-k}(y)}.

Ces relations découlent du point précédent. En termes probabilistes, elles proviennent du fait que la somme de deux variables aléatoires indépendantes suivant des lois de Poisson de paramètres {\displaystyle x} et {\displaystyle y} suit une loi de Poisson de paramètre {\displaystyle x+y}.
- Les polynômes de Touchard sont la seule suite polynomiale de type binomial dont le coefficient du terme de degré 1 est égal à 1 dans chaque polynôme.

- Les polynômes de Touchard vérifient une formule de Rodrigues :
{\displaystyle T_{n}\left(\mathrm {e} ^{x}\right)=\mathrm {e} ^{-\mathrm {e} ^{x}}{\frac {\mathrm {d} ^{n}}{\mathrm {d} x^{n}}}\;\mathrm {e} ^{\mathrm {e} ^{x}}.}

- Les polynômes de Touchard vérifient les relations de récurrence :
{\displaystyle T_{n+1}(x)=x\left(1+{\frac {\mathrm {d} }{\mathrm {d} x}}\right)T_{n}(x)} et {\displaystyle T_{n+1}(x)=x\sum _{k=0}^{n}{n \choose k}T_{k}(x)}.

Pour {\displaystyle x=1}, cette dernière relation se réduit à la formule de récurrence usuelle pour les nombres de Bell.
- Avec la notation {\displaystyle T^{n}(x)=T_{n}(x)} empruntée au calcul ombral, ces formules deviennent :
{\displaystyle T_{n}(x+y)=\left(T(x)+T(y)\right)^{n},} et {\displaystyle T_{n+1}(x)=x\left(1+T(x)\right)^{n}.}

- La série génératrice exponentielle des polynômes de Touchard est :
{\displaystyle \sum _{n=0}^{\infty }{T_{n}(x) \over n!}t^{n}=\mathrm {e} ^{x\left(\mathrm {e} ^{t}-1\right)}},

ce qui est la série génératrice des nombres de Stirling de seconde espèce.
- Les polynômes de Touchard admettent une représentation par intégrale de contour :
{\displaystyle T_{n}(x)={\frac {n!}{2\mathrm {i} \pi }}\oint {\frac {\mathrm {e} ^{x({\mathrm {e} ^{t}}-1)}}{t^{n+1}}}\,\mathrm {d} t}.

## Zéros
Les zéros des polynômes de Touchard sont réels négatifs. Le plus petit zéro est minoré, en valeur absolue, par : 
{\displaystyle {\frac {1}{n}}{\binom {n}{2}}+{\frac {n-1}{n}}{\sqrt {{\binom {n}{2}}^{2}-{\frac {2n}{n-1}}\left({\binom {n}{3}}+3{\binom {n}{4}}\right)}},}
et il est conjecturé que le plus petit zéro croît linéairement avec l'indice n.
On peut encadrer la mesure de Mahler {\displaystyle M(T_{n})} des polynômes de Touchard comme suit :
{\displaystyle {\frac {\displaystyle {\left\{{n \atop \Omega _{n}}\right\}}}{\displaystyle {\binom {n}{\Omega _{n}}}}}\leq M(T_{n})\leq {\sqrt {n+1}}\left\{{n \atop K_{n}}\right\}}
où {\displaystyle \Omega _{n}} et {\displaystyle K_{n}} sont les plus petits indices k qui maximisent respectivement {\displaystyle \lbrace \textstyle {n \atop k}\rbrace /{\binom {n}{k}}} et {\displaystyle \lbrace \textstyle {n \atop k}\rbrace }.

## Généralisations
- Les polynômes de Bell complets {\displaystyle B_{n}(x_{1},x_{2},\dots ,x_{n})} peuvent être vus comme une généralisation multivariée des polynômes de Touchard {\displaystyle T_{n}(x)}, puisque 
{\displaystyle T_{n}(x)=B_{n}(x,x,\dots ,x)}.
- Les polynômes de Touchard (et par conséquent aussi les nombres de Bell) peuvent être généralisés à des indices fractionnaires en utilisant la partie réelle de l’intégrale donnée plus haut :
{\displaystyle T_{n}(x)={\frac {n!}{\pi }}\int _{0}^{\pi }\mathrm {e} ^{x{\bigl (}\mathrm {e} ^{\cos(\theta )}\cos(\sin(\theta ))-1{\bigr )}}\cos {\bigl (}xe^{\cos(\theta )}\sin(\sin(\theta ))-n\theta {\bigr )}\,d\theta \,}.

## Articles liés
- Polynôme de Bell
- mesure de Mahler
- Formule de Rodrigues